# 清水みか
清水 みか（しみず みか、12月8日 - ）は、日本の女性声優。東京都出身。PACage所属。

## 人物
特技は水泳、歌。
2025年3月24日、オフィスPACが法人解散するにあたり所属メンバーでPACageを設立し移籍した。

## 出演作品

### テレビアニメ
- TIGER & BUNNY（女生徒）
- トムとジェリー テイルズ（ジェリーの姉妹）

2014年
- サザエさん

### 劇場アニメ
2006年
- ブレイブ・ストーリー

### ゲーム
2014年
- ゼルダ無双
- Diablo3 (アウリエル)

### 吹き替え
- IDLE WILD
- アグリー・ベティ（クリスティーナ・マッキニー）
- 新しい人生のはじめかた
- アリス・イン・ワンダーランド ※フジテレビ版
- 石ころの夢
- ウェイバリー通りのウィザードたち（自然の女神）
- 英国サスペンス「THE BAY 〜空白の一夜〜」（ジェス・メレディス〈シャネル・クレスウェル〉[4]）
- カシミアマフィア
- 救命医ハンク セレブ診療ファイル
- クリミナル・マインド2 FBI行動分析課 #11
- クリミナル・マインド4 FBI行動分析課 #5、16
- 敬愛なるベートーヴェン
- CSI:科学捜査班
- CSI:マイアミ
- 幸せになるための27のドレス
- シティ・オブ・ゴッド
- セレブの種
- ディスタービア
- デスパレートな妻たち
- 瞳の奥の秘密
- 4400 未知からの生還者
- プリンセス・プロテクション・プログラム
- メモリー・キーパーの娘
- メリは外泊中
- リトル・ミス・サンシャイン
- 私はラブ・リーガル

### ボイスオーバー
- 現代の驚異
- 古代をめぐる冒険
- 突撃!大人の職業体験
- ひつじのショーンができるまで
- アードマンの仲間たち
- スーパープレゼンテーション

### 舞台
- 僕の東京日記
- 見よ、飛行機の高く飛べるを